# Henry Cotton (Golfspieler)
Sir Henry Thomas Cotton (* 26. Januar 1907 in Holmes Chapel, Cheshire; † 22. Dezember 1987) war ein englischer Berufsgolfer, der in den 1930er und 1940er Jahren zur absoluten Weltspitze zählte.

## Karriere
Er begann seine Berufskarriere im Alter von 17 Jahren und war für sein hartes Training bekannt, das Cotton oft mit blutenden, und von Blasen übersäten Händen beendete.
Zu Ruhm und Ansehen gelangte er während der Wirtschaftskrise, als er die Open Championship 1934 und 1937 gewinnen konnte und viele Titel im europäischen Turniergeschehen der 1930er Jahre errang. Beim Ryder Cup war er 1929 und 1937 im britischen Team vertreten.
Im Zweiten Weltkrieg diente Cotton bei der Royal Air Force und sammelte für das Britische Rote Kreuz, indem er im Golfspiel Schaukämpfe und Vorführungen abhielt. Er wurde dafür als Member in den Order of the British Empire aufgenommen.
Nach dem Krieg gewann Cotton die Open Championship im Jahr 1948 ein drittes Mal und war noch zweimal (1947 playing captain und 1953 non-playing) als Kapitän der britischen Mannschaft im Ryder Cup zugange.

## Aktivitäten
Nach seinem Rückzug vom wettkampfmäßigen Golf in den frühen 1950er Jahren wurde Cotton ein erfolgreicher Golfplatzarchitekt und schrieb
zehn Bücher. Außerdem gründete er die Golf Foundation, die Tausenden Kindern den Weg zum Golfsport erleichterte.

## Lebensstil
Cotton war aber auch ein Freund des üppigen Lebenswandels mit Champagner, Kaviar und teuren Maßanzügen. Er lebte eine Zeit lang in einer Suite eines Luxushotels und kaufte sich später ein Anwesen mit Butler und komplettem Personal. Für seine Reisen verwendete Cotton stilgerecht einen Rolls-Royce. Aussprüche wie: Das Beste ist immer gut genug für mich und Um ein Champion zu sein, muss man auch so auftreten können unterstreichen diesen Hang.

## Späte Ehrungen
Im Jahre 1980 wurde Henry Cotton in die World Golf Hall of Fame aufgenommen.
Knapp vor seinem Tode bekam er von Königin Elisabeth II. zugesagt als Knight Commander des Order of St. Michael and St. George geadelt zu werden. Nachdem die Titelverleihung traditionell am Neujahrstag verkündet wird, Cotton aber wenige Tage vorher verstarb, wurde ihm der „Sir“ mit seinem Todestag verliehen.
Die jährlich von der PGA European Tour an den besten Neuling der Saison vergebene Auszeichnung trägt den Namen Sir Henry Cotton Rookie of the Year Award.

## Turniersiege
- 1925: Kent Professional Championship
- 1927: Kent Professional Championship
- 1928: Kent Professional Championship, Croydon and District Professional Championship
- 1930: Kent Professional Championship, Mar-del-Plata Open, Belgium Open
- 1931: Dunlop Southport Tournament
- 1932: Dunlop Southport Tournament
- 1934: The Open Championship, Belgium Open
- 1935: Leeds Tournament, Yorkshire Evening News
- 1936: Italian Open, Dunlop-Metropolitan
- 1937: The Open Championship, German Open, Silver King Tournament, Czechoslovak Open
- 1938: Belgium Open, German Open, Czechoslovak Open
- 1939: German Open, Daily Mail
- 1945: News Chronicle Tournament
- 1946: French Open, Star £1,500 tournament, Vichy Open
- 1947: French Open, Yorkshire Evening News, Spalding Tournament
- 1948: The Open Championship, White Sulphur Springs Invitation
- 1953: Dunlop 2,000 Guineas Tournament
- 1954: Penfold 1,000 Guineas Tournament

Major Championships sind fett gedruckt.